# Diecéze Feldkirch
Diecéze feldkirchská (lat. Dioecesis Campitemplensis) je římskokatolická diecéze, která se nachází na západě Rakouska, sídlem biskupa je Feldkirch. Spolu s metropolitní salcburskou arcidiecézí, diecézí innsbruckou, diecézí Graz-Seckau a diecézí gurkskou tvoří Salcburskou církevní provincii.

## Historie
Dnešní území diecéze dříve náleželo na jihu diecézi Chur, na severu diecézi Kostnice a severovýchodě diecézi Augsburg. Císař Josef II. se neúspěšně snažil omezit vliv zahraničních diecézí. V roce 1816 muselo biskupství Chur odevzdat část svého území brixenské diecézi a roku 1819 muselo totéž učinit kostnické biskupství. Ve Vorarlbersku byl uřízen generální vikariát, který sídlil v Feldkirchu, přičemž jeho generální vikář byl zpravidla pomocným biskupem.
Po první světové válce se od Rakouska odtrhlo Jižní Tyrolsko a rakouská část diecéze Bolzano se stala apoštolskou administraturou Innsbruck-Feldkirch.
8. prosince 1968 dal papež Pavel VI., skrze bulu Christi caritas, svolení k založení samostatné diecéze Feldkirch, jejímž prvním biskupem byl jmenován Bruno Wechner.

## Galerie

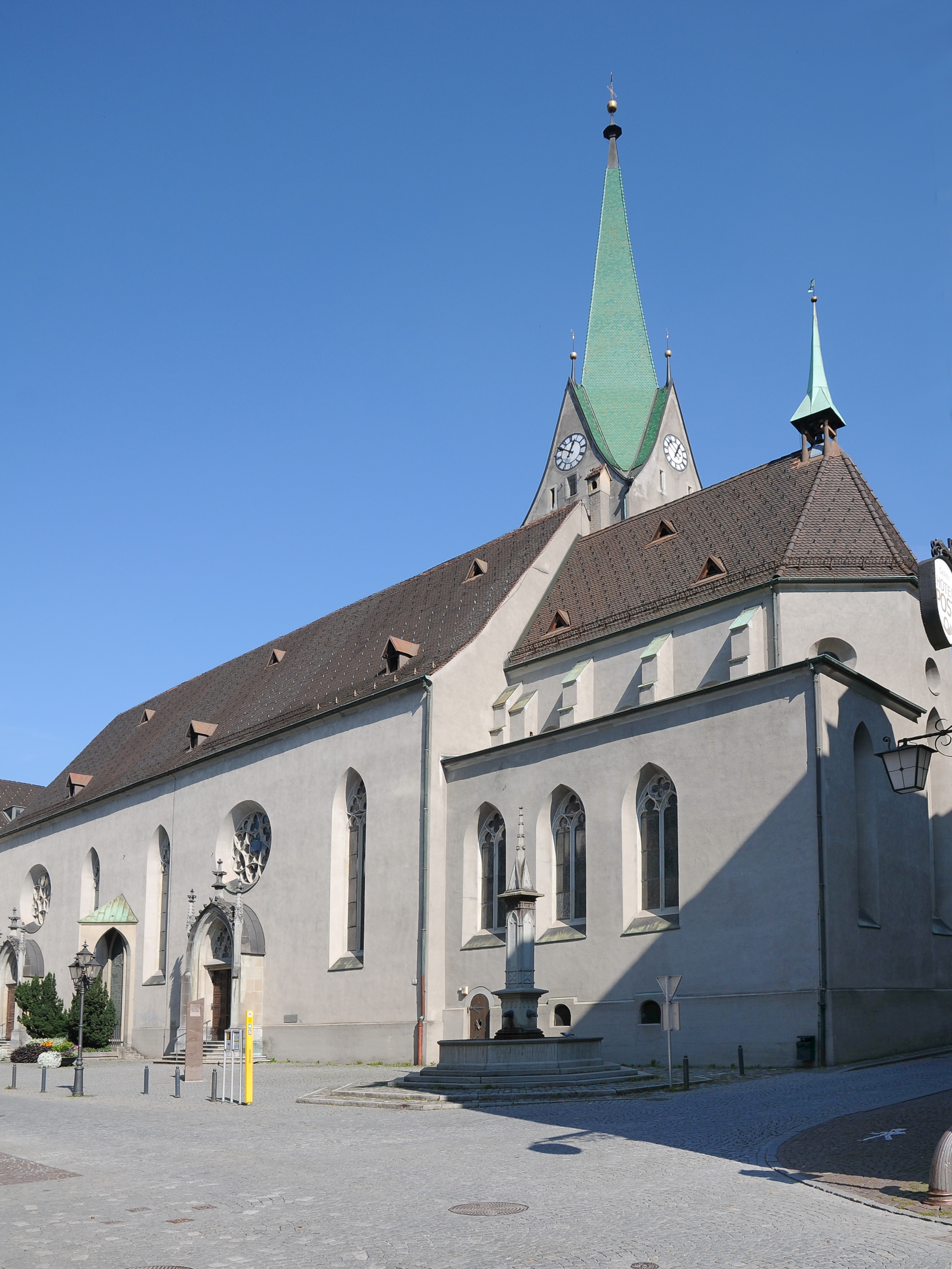
Katedrála sv. Mikuláše
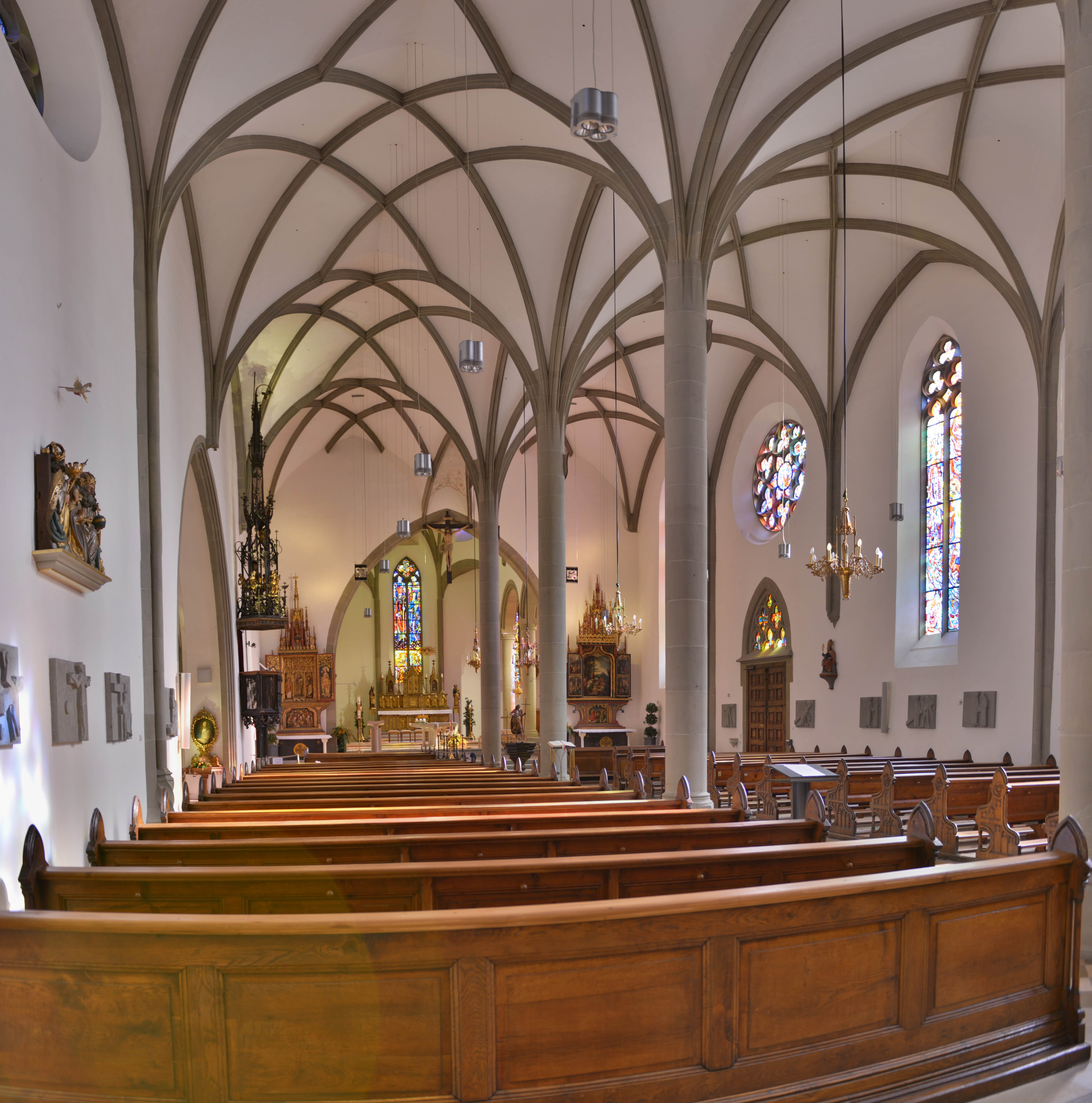
Katedrála sv. Mikuláše (interiér)